# 246コネクション
『246コネクション』（によんろくコネクション）は、1987年7月16日に発売された荻野目洋子の7作目のオリジナルアルバムのタイトルである。発売元はビクター音楽産業（LP：SJX-30333、CT：VCH-10393、CD：VDR-1379）。

## 概要
作詞家の売野雅勇をプロデューサーに迎えたコンセプトアルバム。国道246号沿線やリゾート地を舞台に、大人になる一歩手前の少女の心情がドラマチックに描かれており、全体を通じて避暑地での出来事がテーマのタイトル、歌詞となっている。シングル「湾岸太陽族」「さよならの果実たち」はアルバム用アレンジで収められている。
ジャケットに記載された英語表記のタイトルは『ROUTE 246 CONNEXION』。LP、カセット、CDでそれぞれジャケット写真が異なっている。
全11曲中10曲の作曲を筒美京平が手掛けているが、これは筒美本人が荻野目に曲を書きたいと希望して実現したものである。筒美による楽曲提供は意外にもデビュー4年目にして初めてであった。
M-8「軽井沢コネクション」は、当時フジテレビ系『夜のヒットスタジオ』でも歌唱された。シングル候補曲だったが「さよならの果実たち」に変更になったという経緯がある。「少年の最後の夏」は、アニメ『バリバリ伝説』劇場版のエンディング主題歌。
1987年9月1日には、別盤にて本作のオフ・ボーカルアルバムも発売されている（『ROUTE 246 CONNEXiON YOKO OGINOME "OFF VOCAL" SPECIAL』CD：VDR-5216）。
前作『NON-STOPPER』と合わせて売り上げ100万枚を突破し、荻野目とスタッフ内で1987年11月16日に『100万枚達成感謝パーティー』が行われた。
2010年4月21日には、再発盤アルバム（デビュー25周年 リイシュー企画）『246コネクション［+7］』が紙ジャケット仕様で発売され、ボーナストラックとして「湾岸太陽族」「粉雪のリゾート」「さよならの果実たち」「ロフトサイド・グラフィティ」「北風のキャロル」「月曜日のマリーナ」「北風のキャロル -on Christmas day-」も追加収録されている。この再発盤ではLPのジャケットを採用している。2022年9月28日にはUHQCD仕様盤がタワーレコード限定で発売された。

## 収録曲

### LP / CT
| 全作詞: 売野雅勇、全作曲: 筒美京平。 |                                  |          |            |          |      |
| #                                    | タイトル                         | 作詞     | 作曲・編曲 | 編曲     | 時間 |
| 1.                                   | 「246プラネット・ガールズ」      | 売野雅勇 | 筒美京平   | 新川博   | 4:39 |
| 2.                                   | 「北青山3丁目4番地」             | 売野雅勇 | 筒美京平   | 武部聡志 | 4:19 |
| 3.                                   | 「続・六本木純情派」             | 売野雅勇 | 筒美京平   | 武部聡志 | 3:54 |
| 4.                                   | 「キラー通りは毎日がパーティー」 | 売野雅勇 | 筒美京平   | 鷺巣詩郎 | 4:39 |
| 5.                                   | 「バビロン A GO GO」             | 売野雅勇 | 筒美京平   | 鷺巣詩郎 | 3:33 |

| 全作詞: 売野雅勇、全作曲: 筒美京平（M-5を除く。M-5のみ山崎稔）。 |                                    |          |                                        |                                    |      |
| #                                                                | タイトル                           | 作詞     | 作曲・編曲                             | 編曲                               | 時間 |
| 1.                                                               | 「さよならの果実たち」(Version II) | 売野雅勇 | 筒美京平（M-5を除く。M-5のみ 山崎稔 ） | 武部聡志                           | 3:50 |
| 2.                                                               | 「悲しきヘアピン・サーカス」       | 売野雅勇 | 筒美京平（M-5を除く。M-5のみ 山崎稔 ） | 新川博                             | 4:00 |
| 3.                                                               | 「軽井沢コネクション」             | 売野雅勇 | 筒美京平（M-5を除く。M-5のみ 山崎稔 ） | 鷺巣詩郎                           | 3:45 |
| 4.                                                               | 「少年の最後の夏」                 | 売野雅勇 | 筒美京平（M-5を除く。M-5のみ 山崎稔 ） | 鷺巣詩郎                           | 4:09 |
| 5.                                                               | 「湾岸太陽族」(Version II)         | 売野雅勇 | 筒美京平（M-5を除く。M-5のみ 山崎稔 ） | 西平彰 / (ホーンアレンジ) 鷺巣詩郎 | 3:41 |
| 6.                                                               | 「避暑地の出来事」                 | 売野雅勇 | 筒美京平（M-5を除く。M-5のみ 山崎稔 ） | 新川博                             | 4:15 |

### CD
| 全作詞: 売野雅勇、全作曲: 筒美京平（M-10を除く。M-10のみ山崎稔）。 |                                    |          |                                        |                                    |      |
| #                                                                  | タイトル                           | 作詞     | 作曲・編曲                             | 編曲                               | 時間 |
| 1.                                                                 | 「246プラネット・ガールズ」        | 売野雅勇 | 筒美京平（M-10を除く。M-10のみ山崎稔） | 新川博                             | 4:39 |
| 2.                                                                 | 「北青山3丁目4番地」               | 売野雅勇 | 筒美京平（M-10を除く。M-10のみ山崎稔） | 武部聡志                           | 4:19 |
| 3.                                                                 | 「続・六本木純情派」               | 売野雅勇 | 筒美京平（M-10を除く。M-10のみ山崎稔） | 武部聡志                           | 3:54 |
| 4.                                                                 | 「キラー通りは毎日がパーティー」   | 売野雅勇 | 筒美京平（M-10を除く。M-10のみ山崎稔） | 鷺巣詩郎                           | 4:39 |
| 5.                                                                 | 「バビロン A GO GO」               | 売野雅勇 | 筒美京平（M-10を除く。M-10のみ山崎稔） | 鷺巣詩郎                           | 3:33 |
| 6.                                                                 | 「さよならの果実たち」(Version II) | 売野雅勇 | 筒美京平（M-10を除く。M-10のみ山崎稔） | 武部聡志                           | 3:50 |
| 7.                                                                 | 「悲しきヘアピン・サーカス」       | 売野雅勇 | 筒美京平（M-10を除く。M-10のみ山崎稔） | 新川博                             | 4:00 |
| 8.                                                                 | 「軽井沢コネクション」             | 売野雅勇 | 筒美京平（M-10を除く。M-10のみ山崎稔） | 鷺巣詩郎                           | 3:45 |
| 9.                                                                 | 「少年の最後の夏」                 | 売野雅勇 | 筒美京平（M-10を除く。M-10のみ山崎稔） | 鷺巣詩郎                           | 4:09 |
| 10.                                                                | 「湾岸太陽族」(Version II)         | 売野雅勇 | 筒美京平（M-10を除く。M-10のみ山崎稔） | 西平彰 / (ホーンアレンジ) 鷺巣詩郎 | 3:41 |
| 11.                                                                | 「避暑地の出来事」                 | 売野雅勇 | 筒美京平（M-10を除く。M-10のみ山崎稔） | 新川博                             | 4:15 |

| 全作詞: 売野雅勇。 |                                              |           |           |          |      |
| #                  | タイトル                                     | 作詞      | 作曲      | 編曲     | 時間 |
| 12.                | 「湾岸太陽族」(シングル・バージョン)         | 売野雅勇  | 山崎稔    | 西平彰   | 3:38 |
| 13.                | 「粉雪のリゾート」                           | 売野雅勇  | 古本鉄也  | 西平彰   | 4:20 |
| 14.                | 「さよならの果実たち」(シングル・バージョン) | 売野雅勇  | 筒美京平  | 武部聡志 | 3:44 |
| 15.                | 「ロフトサイド・グラフィティ」               | 売野雅勇  | 筒美京平  | 新川博   | 4:07 |
| 16.                | 「北風のキャロル」                           | 売野雅勇  | 筒美京平  | 新川博   | 3:54 |
| 17.                | 「月曜日のマリーナ」                         | 売野雅勇  | 筒美京平  | 新川博   | 4:17 |
| 18.                | 「北風のキャロル -on Christmas day-」        | 売野雅勇  | 筒美京平  | 西平彰   | 3:32 |
| 合計時間:          | 合計時間:                                    | 合計時間: | 合計時間: | 72:53    |      |

## 発売形態
| 形態   | 発売日         | 品番       | 発売元                                                                                                  | ジャケット                        | 備考 |
| ------ | -------------- | ---------- | --- | --------------------------------- | --- |
| LP     | 1987年7月16日  | SJX-30333  | ビクター音楽産業                                                                                        | ジャケットA                       | |
| CT     | 1987年7月16日  | VCH-10393  | ビクター音楽産業                                                                                        | ジャケットB                       | |
| CD     | 1987年7月16日  | VDR-1379   | ビクター音楽産業                                                                                        | ジャケットC                       | |
| SHM-CD | 2010年4月21日  | VICL-70057 | ビクターエンタテインメント                                                                              | ジャケットA （ジャケットCも封入） | 【CD再発】 ※生産限定盤 11曲＋7曲追加収録。 2010年デジタルリマスタリング/紙ジャケット仕様 25th Anniversary企画第2弾・第2期6タイトル同時発売 オリジナル・レコード盤に貼付してあった帯代わりのステッカーは再現されず、ステッカーのデザインを参考にした新規デザインの帯が付属。 |
| SACD   | 2022年09月28日 | NCS-80028  | 制作・発売：JVCケンウッド・ビクターエンタテインメント 企画・販売：タワーレコード 協力：ステレオサウンド | ジャケットA                       | 【CD再発】 ※タワーレコード及びステレオサウンド限定販売 11曲＋7曲追加収録。 2022年リマスタリング 『NON-STOPPER』SACD盤と同時発売 |

- 246コネクション オフ・ボーカル・スペシャル

| 形態 | 発売日       | 品番     | 発売元           | ジャケット                          | 備考                                                  |
| ---- | ------------ | -------- | ---------------- | ----------------------------------- | ----------------------------------------------------- |
| CD   | 1987年9月1日 | VDR-5216 | ビクター音楽産業 | ジャケットAをモノクロ仕様にしたもの | 『246コネクション』11曲のオリジナル・カラオケを収録。 |